# 皇家香港警察少年訓練學校
皇家香港警察少年訓練學校成立於1973年9月15日，隸屬於皇家香港警察隊，至1990年3月30日結束。成立皇家香港警察少年訓練學校的目的，是為到給予中三學歷或以上的畢業生，年齡介乎15至17歲間的學生升讀傳統中學以外的一個專業訓練課程的選擇，於學生年齡尚幼時，為他們提供適當的教育、品格培養、體能及職前的訓練。創立至關閉時，由 Course No.SP1, Course No.1, Course No.SP2, Course No.2,至 Course No.12, Course No.12A, Course No.14,至 Course No.30，總共舉辦了33期的訓練班，訓練了4,302名學員。

## 架構

### 校區
- 粉嶺：芬園營（Fan Garden，後來改建成為警察駕駛學校，再經改革，今為警察駕駛及交通訓練科；部分用地改建為芬園已婚初級警務人員宿舍）
- 上水：天祥營（Dodwell's Ridge，北區醫院現址）

## 歷史
皇家香港警察少年訓練學校成立於1973年9月15日，成立時獨有位於粉嶺的芬園營，可以收納146名學員，及後經過積極發展，收納學員人數增至360名。1977年，位於上水，由天祥軍營改建而成的天祥營亦告啟用，可以收納390名學員。
學校每年可以提供逾200名接受過全面警察訓練的學員加入警隊，用以彌補以及補充當時投考人數不足的情況及環境。時而，學校高層希望可以建設一所設備完善，而且可以作永久之用的校舍；此外，學校更希望可以嘗試收納女性學員。後來，由於香港政府資源調配關係，以及投考加入警隊的人數逐步上升，學校終於1989年1月21日，天祥營最後一期少警第28期畢業。而於1988年3月1日第一年加入天祥營成為歷史上最後一屆少警第30期因為天祥營關閉，搬往芬園營繼續第二年訓練，天祥營最後於1989年2月正式關閉，只剩下一個芬園營第29及30期少警繼續訓練。
1990年2月24日, 最後一屆少警第30期於芬園畢業，由時任警務處長李君夏先生擔任主禮嘉賓。1990年3月30日結束關閉警察少年訓練學校，上述計劃亦隨之而被擱置。
1995年9月，天祥營獲得醫院管理局和建築署合作改建為北區醫院，於1998年11月由時任香港行政長官董建華揭幕。
1975年成立的皇家香港警察少年訓練學校舊生會（簡稱—RHKPCS舊生會）
2010年由第四期同学发起，联络皇家香港警察少年训练学校旧生会代表SP1同学，亦连同二十七期同学和三十期同学，召集了70多位旧生于旺角警署内 召开第一次临时会议，由於旧生会借用唔到銀行帳戶，經商议后建立40周年筹备委员会，及在籌辦活動期間會進行更新舊生會工作，並招募各期师兄及有心之师长，同心合力地花了3年多时间、开了23次会议，筹辨一个盛大的40周年纪念活动（80席之晚宴和多达3000人参加之芬园开放日） ，且得到警务处和制服团队及各部门之协助，成功地举办是次大型盛会，充份表现出合作精神，亦发挥了师长们所教导的智、勇、诚、毅。令参与者和家人深深体会我们校训之精神！ 
2013年四十週年紀念舉辦一連串的慶祝活動，以紀念皇家香港警察少年訓練學校創辦學校40週年，四十週年活動完滿結束，四十週年紀念籌備委員會完成任務，在2014年進行活動最後檢討後，隨即解散。
2015年9月8日，少警校友会之成立，是少警40周年活动完结后， 由筹办40 *周*年活动之筹委成员，因得不到旧生会更新会务的回应，才成立少警校友会的合法组织 在社团事务处香港警务处注册创立一个少警校友會（Cadet School Alumni Association ）。 
旧生会与少警校友会之分别，
旧生会是前者，会员资格过往并不清晰，近年发出通知， *所有会员都要完成少警课程，毕业后方可自动成为会员。
- 少警校友会成员只要证明入读过皇家香港警察少年训练学校的学员，便可申请成为会员。 所有成为少警成员都是一种缘份，两会是可以并存的！没有(抵觸、牴觸、觝觸)，也没有矛盾。

2017年9月皇家香港警察少年訓練學校舊生會（簡稱一RHKPCS舊生會），再次組織了一班學員成立45週年紀念籌備委員會計劃舉辦一連串的慶祝活動以紀念母校皇家香港警察少年訓練學校 45週年，並於2018年9月8日晚舉行紀念聚餐。
少警校友會第三屆執委（第二次會議）：6/4/2021籌組舉辦紀念母校皇家香港警察少年訓練學校2023年50週年金禧紀念活動。

## 遴選
每位申請加入的學員（須達15歲半之齡）必須經過下列的程序，通過者方能被考慮安排入學。與此同時，學員家長和學員亦須簽署一份為期兩年的合約。
1. 背景審查。
2. 中文及英文的筆試。
3. 身體檢查、視力測試、度高及量體重等。
4. 初步體能考試。

## 訓練
學校的訓練模式仿效了英國軍隊及警察訓練學校的元素，與常規的學校不同，學校全年假期不多，暑假亦只有兩星期。作息編排尤如軍人訓練，由早上6時45分至晚上10時為止。學員除了須要接受如傳統中學般的學術上（中四以及中五會考）教授以外，同時須要通過嚴格鍛鍊，以求學員都對香港社會有歸屬感，關心香港社會狀況，更重要是人格上的訓練使到學員學會忍耐、服從及冷靜處事的態度。 整個訓練課程為期兩年，每天凌晨4時開始進行，包括職業訓練（學習紀律、步操、野外訓練等等）、體能訓練（學習各種球類運動、跑步、野外定向及愛丁堡獎勵計劃等）、學術訓練（中文、英文、數學、中國歷史、世界歷史及經濟學等等）及社會服務（每星期一天或特定一連5天往各社區同中心協助有需要人士，為人士提供免費的服務）等。
學校內除了廚師外，沒有任何其他職員，校園內的清潔、剪樹、除草、滅蚊等雜務均需要由學員承擔。學員日常的生活亦受到嚴厲規範，包括於攝氏4度的低溫下以凍水洗澡等等。此外，在學其間的兩大考驗包括了：晚十朝六的夜間長跑，從學校攀山越嶺、途經大埔等地區再折返，全程40公里，需要於8小時內完成。另外一項為學員被個別地流放至塔門、大浪灣等偏遠地區三日兩夜，教官只會配給學員4包公仔麵、2罐午餐肉、1罐湯和豆類等食物和少量維持生命的必須用品（無任何廚具或罐頭刀），以考驗學員的求生技能；所耗用具、食糧愈少，獲得分數愈高。

## 前途
能夠完成所有考核的畢業學員，可以獲得優先投考加入當時的5支紀律部隊，即是皇家香港警察隊、消防事務處（包括救護總區，1983年改稱為香港消防處）、香港海關、人民入境事務處（回歸改稱為入境事務處）及監獄署（1982年改稱為懲教署）。當時，畢業生選擇投考加入警隊（學員需要再接受為期27週的訓練）的人數佔總人數的95%。

## 著名學員
曾任職警隊，現於演藝界發展
- 林嘉華，為第1期畢業生，曾經出任《少年警訊》主持，於1978年離開警隊轉投演藝界。
- 麥德和，為第7期畢業生，為「舞王」麥德羅的胞弟，曾經主演香港電影《靚妹仔》。
- 鄭錦榮（鄭祖），為第7期畢業生，曾經主演，《國產零零漆》鋼牙《破壞之王》黑熊
- 張家輝，為第17期沙田社學員編號253畢業生，階至警員，曾經駐守於軍裝巡邏小隊。
- 黃智賢，為第21期畢業生。階至警員，曾經駐守於軍裝巡邏小隊及警察機動部隊，當差3年。
- 葉振聲，為第22期畢業生（芬園營）[註 1]
- 馬德鐘，為第23期畢業生，曾經駐守於軍裝巡邏小隊、警察機動部隊、衝鋒隊及要員保護組，於1991年離開。
- 林敬剛，為第28期畢業生。
- 林子博，為第29期畢業生，完成出演《壯志雄心》以後，放棄當差，全身投入演藝生涯。

## 相關影視作品

### 電視劇
- 《新紮師兄》

### 電影
- 《壯志雄心》

## 軼事
高級學員會要求初級學員負責清潔宿舍，然後穿戴白色手套檢查環境的衛生乾淨。
高級學員會對初級學員施以加之懲罰，例如要求初級學員爬上屋頂抓青蛙等。
在露營回程時，教官會要求學員以石頭投進自己的背囊，用以取締已經食了的食物重量。
於畢業前，學員必須通過一項夜間毅行測試，學員需要身穿制服及長靴，於限定時間內完成約40公里的路程。

## 外部連結
官方
- 《警聲》少警四十載　無忘受訓點滴 （页面存档备份，存于）
- 少年警校教職員及舊生暢談感受 （页面存档备份，存于）
- 前警察少年訓練學校副校長分享當年難忘事 （页面存档备份，存于）
- 少年警校四十周年將至　前教官舊生緬懷昔日時光 （页面存档备份，存于）
- 警隊博物館專題展覽  重現少警昔日輝煌 （页面存档备份，存于）

其他网页
- 皇家香港警察少年訓練學校舊生會-簡稱【舊生會】1975年成立 （页面存档备份，存于）
- 少警校友會  （页面存档备份，存于）
- 占Sir on Duty——建少年警校解人才荒
- 占Sir on Duty——皇家警校小史

视频
- 皇家香港警察少年訓練學校40週年晚宴 （页面存档备份，存于）
- 皇家香港警察少年訓練學校40週年師生同樂日 （页面存档备份，存于）